# NASDAQ OMX Vilnius
L'OMX Vilnius est un indice boursier de la bourse de Vilnius composé des 30 principales capitalisations boursières du pays.

## Composition
Au 5 juillet 2011, l'indice  se composait des titres suivants:
| Symbole  | Société                          | Secteur                    |
| -------- | -------------------------------- | -------------------------- |
| AGP1L LH | Alita Group                      | Consommation non cyclique  |
| APG1L LH | Apranga                          | Consommation cyclique      |
| AVG1L LH | Agrowill Group                   | Consommation non cyclique  |
| CTS1L LH | City Service                     | Industrie                  |
| GRG1L LH | Grigiškės                        | Matériaux                  |
| GUB1L LH | Gubernija                        | Consommation non cyclique  |
| IVL1L LH | Invalda                          | Consommation cyclique      |
| KBL1L LH | Klaipėdos baldai                 | Consommation cyclique      |
| KNF1L LH | Klaipėdos nafta                  | Énergie                    |
| LDJ1L LH | Lietuvos Dujos                   | Services aux collectivités |
| LES1L LH | Lesto                            | Services aux collectivités |
| LJL1L LH | Lietuvos jūrų laivininkystė      | Industrie                  |
| LLK1L LH | Limarko laivininkystes Kompanija | Industrie                  |
| LNA1L LH | Linas Agro                       | Consommation non cyclique  |
| LNS1L LH | Linas                            | Consommation cyclique      |
| PTR1L LH | Panevėžio statybos trestas       | Industrie                  |
| PZV1L LH | Pieno žvaigždės                  | Consommation non cyclique  |
| RSU1L LH | Rokiškio Sūris                   | Consommation non cyclique  |
| SAB1L LH | Šiaulių Bankas                   | Finance                    |
| SAN1L LH | Sanitas                          | Santé                      |
| SNG1L LH | Snaige                           | Consommation cyclique      |
| SRS1L LH | Bankas Snoras                    | Finance                    |
| SRS2L LH | Bankas Snoras                    | Finance                    |
| TEO1L LH | TEO LT                           | Télécommunications         |
| UKB1L LH | Ūkio Bankas                      | Finance                    |
| UTR1L LH | Utenos trikotažas                | Consommation cyclique      |
| VBL1L LH | Vilniaus Baldai                  | Consommation cyclique      |
| VDG1L LH | Vilniaus Degtine                 | Consommation non cyclique  |
| VLP1L LH | Vilkiškių pieninė                | Consommation non cyclique  |
| ZMP1L LH | Žemaitijos pienas                | Consommation non cyclique  |